# Weilbachs Kunstnerleksikon
Weilbachs Kunstnerleksikon (Dictionnaire biographique des artistes de Weilbach) est un dictionnaire biographique danois d'artistes et d'architectes. L'édition actuelle, qui est également accessible gratuitement en ligne, contient les biographies de quelque 8 000 artistes et architectes danois.

## Histoire
La première édition, Dansk Konstnerlexikon (1878), a été l'œuvre de Philip Weilbach qu'il développa en deux volumes Nyt dansk Kunstnerlexikon en 1897. Dans les éditions suivantes, il est devenu l'ouvrage de référence standard sur tous les grands artistes et architectes danois. La troisième édition, sous les auspices d'un comité, a été publiée en trois volumes (1947-1952) et aurait fourni des détails biographiques et des informations sur les artistes danois, y compris les peintres, architectes, sculpteurs, restaurateurs, maçons, ingénieurs, lithographes, graveurs, stucateurs et miniaturistes.

## Édition actuelle
La quatrième édition de Weilbach, éditée par Sys Hartmann, a été publiée en neuf volumes en 1994-2000 avec les biographies de près de 8000 artistes et architectes.
Depuis 1996, une version numérisée de la quatrième édition en ligne, librement accessible et numérisée, est disponible en tant que composante majeure de Kunstindeks Danmark.